# Renfrew (Schotland)
Renfrew (Schots-Gaelisch: Rinn Friù) is een town in de Schotse council Renfrewshire in het historisch graafschap Renfrewshire en ligt ongeveer 10 kilometer ten westen van Glasgow. Renfrew was tot 1975 de hoofdplaats van het graafschap Renfrewshire, vandaar ook de naam van de stad. Inmiddels is het lokale bestuur verplaatst naar het grotere Paisley. In Renfrew vloeien de twee rivieren Clyde en Cart samen.
Het Huis Stuart was voorheen gevestigd in Renfrew Castle en in 1164 was er de Slag bij Renfrew, een beslissende overwinning voor de Schotse kroon op Somerled, Lord of the Isles. Door deze link met het koningshuis en deze overwinning, heeft de Britse troonopvolger de titels Baron Renfrew en Lord of the Isles. 
Historisch was Renfrew een belangrijke plaats voor de scheepsbouw, gezien de ligging aan de Clyde en Cart. Vandaag de dag is de belangrijkste werkgever de dienstensector, waaronder het nabijgelegen winkel- en recreatiecentrum Braehead, dat gebouwd in 1999. 
Renfrew ligt aan de M8 naar Glasgow en Greenock, die met twee opritten te bereiken is vanuit de plaats. Door het centrum loopt de A8 (naar Bishopton en Glasgow), die daar kruist met de A741 (naar Paisley) en de A736 (naar Ralston en Barrhead). De A741 eindigt bij de Renfrew Ferry, de veerverbinding over de Clyde naar Yoker. 

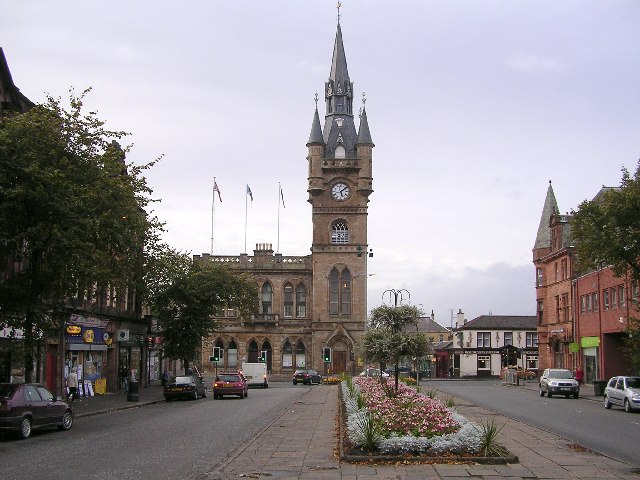
Centrum met het oude stadhuis

## Geboren
- Neil Oliver (1967), televisiepresentator en schrijver